# Halifax (Virginie)
Pour les articles homonymes, voir Halifax.
La ville américaine de Halifax est le siège du comté de Halifax, dans l’État de Virginie. Lors du recensement de 2000, sa population s’élevait à 1 389 habitants.

## Source
- (en) Cet article est partiellement ou en totalité issu de l’article de Wikipédia en anglais intitulé « Halifax, Virginia » (voir la liste des auteurs).